# Liste der Monuments historiques in Cherrueix
Die Liste der Monuments historiques in Cherrueix führt die Monuments historiques in der französischen Gemeinde Cherrueix auf.

## Liste der Bauwerke
| Bezeichnung               | Beschreibung                      | Standort | Kennzeichnung | Schutzstatus | Datum | Bild           |
| ------------------------- | --------------------------------- | -------- | ------------- | ------------ | ----- | -------------- |
| Moulin de la Saline       | Windmühle aus dem 19. Jahrhundert | (Lage)   | PA00090530    | Inscrit      | 1977  | weitere Bilder |
| Moulin de la Colimassière | Windmühle aus dem 19. Jahrhundert | (Lage)   | PA00090531    | Inscrit      | 1977  | weitere Bilder |
| Moulin des Mondrins       | Windmühle aus dem 19. Jahrhundert | (Lage)   | PA00090532    | Inscrit      | 1977  | weitere Bilder |

## Liste der Objekte

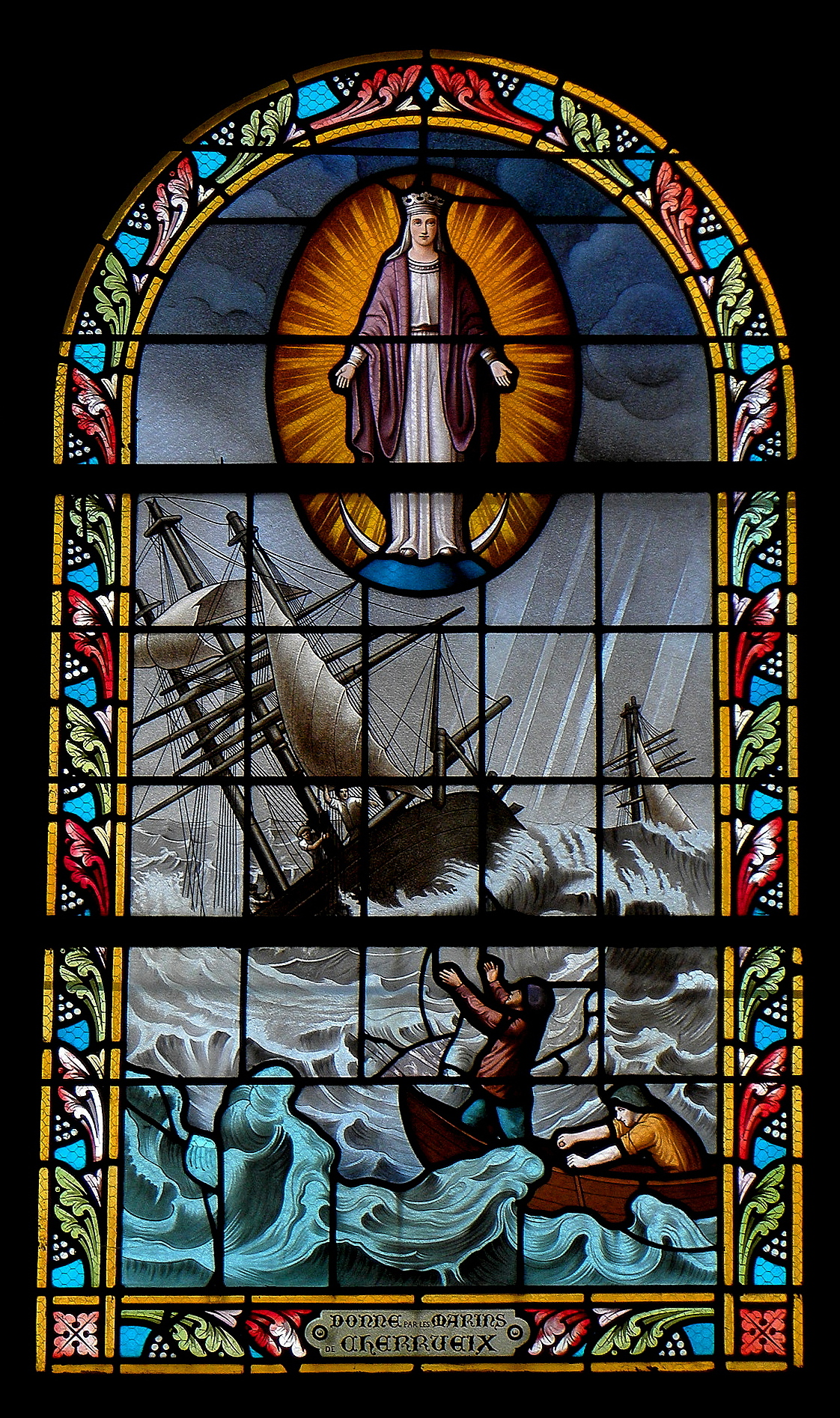
Fenster der Seeleute in der Kirche Notre-Dame aus dem 19. Jahrhundert

- Monuments historiques (Objekte) in Cherrueix in der Base Palissy des französischen Kultusministeriums

Siehe auch: Fenster der Seeleute (Cherrueix) und Fenster der Arbeiter (Cherrueix)